# دبليو دبليو روس بول
دبليو دبليو روس بول (بالإنجليزية: W. W. Rouse Ball)‏ (و. 1850 – 1925 م) هو رياضياتي، ومؤرخ الرياضيات، وأستاذ جامعي، ومحامي، وساحر استعراضي من المملكة المتحدة لبريطانيا العظمى وأيرلندا، ولد في هامبستاد (لندن)، توفي في كامبريج، عن عمر يناهز 75 عاماً.

## التعليم
تعلم في كلية لندن الجامعية، وكلية الثالوث، كامبريدج.

## جوائز
حصل على جوائز منها:
- Smith's Prize [الإنجليزية]‏ (1874).

## روابط خارجية
- دبليو دبليو روس بول على موقع الموسوعة البريطانية (الإنجليزية)